# IOS 26
iOS 26 és el dinovè i següent llançament important del sistema operatiu iOS d'Apple per a l'iPhone. Es va anunciar el 9 de juny de 2025 a la Conferència Mundial de Desenvolupadors d'Apple (WWDC), i s'espera que es publiqui a mitjans de setembre de 2025.
És el successor directe d'iOS 18; el seu número de versió es va avançar a 26 a causa d'una política recentment anunciada de números de versió unificats per als sistemes operatius d'Apple, que ara es basen en l'any següent al seu llançament (de manera similar als anys de model dels vehicles).

## Característiques

### Característiques del sistema

#### Interfície d'usuari
iOS 26 introdueix un llenguatge de disseny neumòrfic unificat, conegut com a Liquid Glass, a totes les plataformes d'Apple. Influenciat per VisionOS, el disseny substitueix el llenguatge de disseny pla introduït a iOS 7 per utilitzar elements arrodonits i translúcids amb les "qualitats òptiques del vidre" (inclosa la refracció), que reaccionarien al moviment, el contingut i les entrades. També s'assembla a l'esqueuomorfisme d'iOS 6 i anteriors, sobretot en la nova icona de l'aplicació Càmera (que s'assembla a la icona d'iOS 6 i anteriors). Diverses aplicacions (inclosa la càmera i Safari) han redissenyat les interfícies d'usuari per reflectir el nou llenguatge de disseny.

### Pantalla d'inici i pantalla de bloqueig
Els widgets de la pantalla de bloqueig també es poden col·locar a la part inferior, en lloc de necessàriament a la part superior, sota l'hora. L'alçada de l'hora que es mostra a la pantalla de bloqueig és dinàmica i pot augmentar o disminuir segons els objectes reconeguts en segon pla, si són a la part inferior o superior, o fins i tot en funció de la pila de notificacions que creix des de baix.
A més dels temes Fosc, Clar i Tenyit, iOS 26 afegeix un tema "Clar" que canvia la pantalla d'inici per utilitzar icones que utilitzen els efectes semblants al vidre introduïts amb Liquid Glass.
Quan es personalitza la pantalla de bloqueig, l'usuari pot aplicar un efecte 3D al fons de pantalla de la pantalla d'inici, fent que els subjectes semblin sortir de la pantalla a mesura que l'usuari mou el telèfon.

### Bateria
- S'ha introduït un nou mode d'estalvi d'energia menys agressiu, conegut com a mode adaptatiu, que s'utilitza quan l'ús del dispositiu és superior al normal. Fa petits ajustos, com ara reduir la brillantor de la pantalla o alentir els processos, sense bloquejar les activitats en segon pla, com fa el mode de baix consum tradicional.
- El temps estimat per a la càrrega completa ara es mostra a la pantalla de bloqueig i a Configuració.
- A l'aplicació Configuració, el consum diari de bateria està codificat per colors: taronja per a un ús més alt, blau per a un ús més baix o típic. Cada aplicació mostra si ha enviat més notificacions, si ha funcionat en segon pla més temps o si ha consumit més bateria del que és habitual.

### Accessibilitat
- El mode lector és un mode de lectura a nivell de sistema dissenyat per ajudar els usuaris amb ceguesa, baixa visió o altres discapacitats de lectura, fent que el text sigui més fàcil de llegir.
- Braille Access converteix el telèfon de l'usuari en una eina completa per prendre notes en braille, eliminant la necessitat de dispositius externs. Admet l'entrada de braille (mitjançant la pantalla o la pantalla braille), el codi Nemeth per a càlculs, la lectura de fitxers braille i la navegació per aplicacions. També proporciona transcripcions de converses en temps real a la pantalla braille.[6]
- El seguiment del cap permet a l'usuari controlar el punter a la pantalla seguint els moviments del cap i realitzar accions personalitzades basades en els moviments facials (aixecar les celles, obrir la boca, somriure, treure la llengua, parpellejar, etc.)
- S'ha afegit un nou equalitzador d'àudio amb dos modes, "Comfort" i "Focus", per a l'ajust automàtic de la freqüència, a la configuració d'accessibilitat, dins d'Efectes d'àudio i visuals.

### Intel·ligència d'Apple
iOS 26 introdueix noves funcions d'Apple Intelligence; els models d'Apple Intelligence s'han fet més eficients i admeten idiomes addicionals. Admetrà la traducció en directe de converses de veu i text mitjançant models al dispositiu, mentre que ara es pot invocar Genmoji per fusionar emojis existents en lloc de necessitar utilitzar una indicació.
Visual Intelligence i Image Playground també inclouen una integració addicional amb ChatGPT.
El marc de treball Foundation Models permet integrar les funcions d'Apple Intelligence en aplicacions de tercers; Apple va declarar que una aplicació Swift pot implementar el marc de treball en tan sols tres línies de codi.

### Dictat de veu
Ara es pot lletrejar una paraula mentre es dicta, cosa que és útil per a paraules complexes o desconegudes.
Pantalla sempre activa (AOD)
El desenfocament de fons per a AOD és una configuració que permet a l'usuari aplicar un efecte de desenfocament a la imatge de fons de pantalla de l'AOD.

### Wi-Fi
- Wi-Fi Aware : s'ha introduït la compatibilitat amb el nou estàndard Wi-Fi que permet a un dispositiu descobrir altres dispositius propers i comunicar-s'hi de manera segura sense utilitzar una connexió a Internet ni un punt d'accés.
- Captive Assist : quan l'usuari accedeix a una xarxa Wi-Fi pública en un dispositiu Apple omplint un formulari web, aquesta informació es comparteix automàticament amb els altres dispositius Apple, cosa que facilita la connexió a la mateixa xarxa.

### Teclat
Quan l'usuari prem una tecla d'emoji, la descripció d'aquest emoji apareix a sota al quadre de cerca (per exemple, una cara somrient).

### Captures de pantalla i gravacions de pantalla
A la secció General de l'aplicació Configuració hi ha una nova secció per configurar captures de pantalla.
- Previsualització a pantalla completa : un mode de captura de pantalla que manté la pantalla capturada en vista a pantalla completa en comptes de minimitzar-la a una icona a la cantonada inferior esquerra de la pantalla.
- Captures HDR : ara és possible fer captures de pantalla i gravacions de pantalla HDR.

### Transferència d'eSIM amb Android
iOS 26 permet a l'usuari transferir directament una eSIM entre un iPhone i un telèfon Android sense haver de sol·licitar un codi QR a l'operador de telefonia mòbil.